# Marele Duce George Mihailovici al Rusiei (1863-1919)
Marele Duce George Mihailovici al Rusiei (rusă Георгий Михайлович) (23 august 1863 – 28 ianuarie 1919), a fost al patrulea copil și al treilea fiu al Marelui Duce Mihail Nicolaievici și verișor primar al Țarului Alexandru al III-lea al Rusiei. A fost general în armata rusă în Primul Război Mondial. În timpul Revoluției ruse a căzut prizonier al bolșevicilor și a fost ucis împreună cu fratele său Marele Duce Nicolae Mihailovici și verișorii săi: Marele Duce Paul Alexandrovici și Marele Duce Dimitri Constantinovici. 